# Womanism

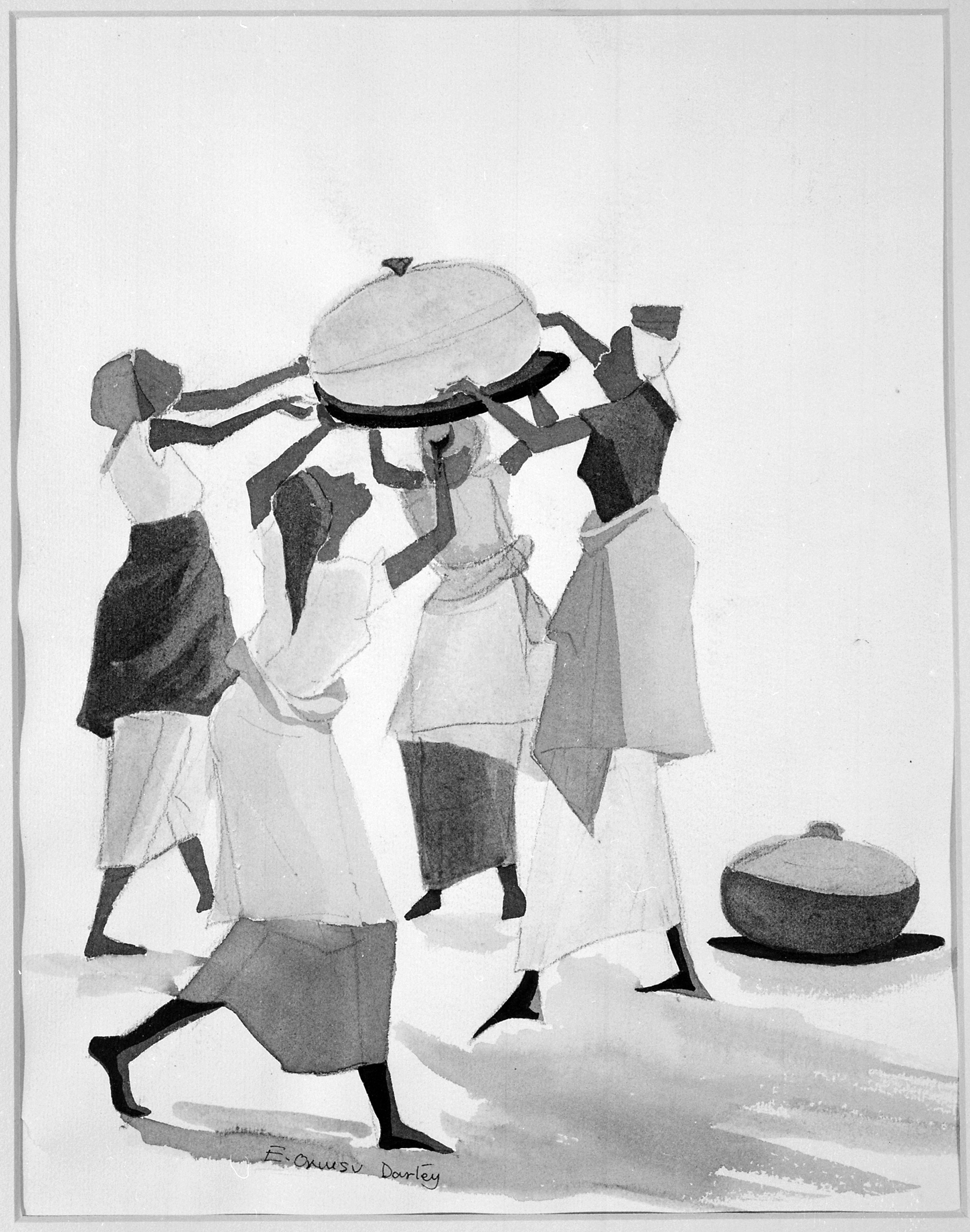
L'unité est une pierre angulaire de l'idéologie womanist.

Le womanism est une théorie sociale basée sur l'histoire et les expériences quotidiennes des femmes noires. L'écrivaine Alice Walker a inventé le terme womanist dans sa nouvelle, Coming Apart, en 1979. Depuis l'utilisation initiale de Walker, le terme a évolué pour inclure des interprétations variées et souvent opposées de conceptions telles que le féminisme, les hommes et le fait d'être noir.

## Théorie
La théorie du womanism, bien que diversifiée, s'accorde sur le fait que la féminité et la culture ont la même importance pour l'existence de la femme. Dans cette conception, la féminité ne peut pas être dépouillée de la culture dans laquelle elle existe. À première vue, cela semble similaire au processus de pensée du féminisme de la troisième vague, qui incluait le concept d'intersectionnalité. L'intersectionnalité est un terme qui a été créé pour comprendre comment des structures oppressives comme le racisme, le classisme et le sexisme sont inséparables de l'identité des gens et de leurs expériences. Le terme a été inventé en 1989 par la chercheuse Kimberlé Crenshaw pour décrire les impacts corrélés du racisme et du sexisme sur les femmes noires.
La différence entre le womanism et le féminisme réside dans l'évaluation accordée à l'intersectionnalité dans les cadres théoriques. Le féminisme soutient l'idée que la culture de la femme, qui dans ce cas est le point d'intersection par opposition à la classe ou à une autre caractéristique, n'est pas un élément de sa féminité mais plutôt le prisme à travers lequel la féminité existe. En tant que tel, le fait d'être une femme noire n'est pas un élément de son féminisme mais plutôt le prisme à travers lequel elle comprend sa féminité.
La théorie du womanism a ses fondements dans le racisme perçu par les femmes noires dans le mouvement féministe. Le militantisme féministe des débuts autour du suffrage (première vague du féminisme) aux États-Unis n'a pas fait de place aux femmes noires car celles-ci n'étaient pas considérées au même titre que les femmes blanches et manquaient donc de certaines qualités qui assureraient leur inclusion dans le féminisme,,.
La montée du féminisme de la deuxième vague a entraîné l'inclusion des femmes racisées au sein du mouvement. Cependant, les féministes blanches ont assimilé cette inclusion au fait d'être daltoniennes et ont ignoré la race car elles estimaient que l'accent devait être mis entièrement sur le genre. Cependant, en raison de cette focalisation étroite, les féministes blanches et les féministes racisées ne pouvaient pas créer un mouvement interracial. En raison de cette déconnexion entre les groupes, une troisième vague de féminisme a vu le jour et a inclus les concepts d'intersectionnalité et de féminisme.
L'exclusion historique des femmes racisées du mouvement féministe au sens large a donné lieu à deux interprétations du féminisme. Certaines féministes pensent que l'expérience des femmes noires ne sera pas validée par les féministes comme étant égale à l'expérience des femmes blanches en raison de la manière problématique dont certaines féministes ont traité la négritude au cours de l'histoire. Le womanism n'est pas une extension du féminisme, mais plutôt un cadre théorique qui existe indépendamment de la théorie féministe. Il s'agit d'une évolution par rapport à la pensée des féministes noires qui se sont forgé leur propre place dans le féminisme à travers l'université et l'activisme.
Cependant, toutes les womanist ne partagent pas cette vision du womanism par rapport au féminisme. La première conception du womanism peut être saisie par la citation d'Alice Walker « le womanism est au féminisme ce que le violet est à la lavande ». Selon cette description, les théories sont apparemment intimement liées, le womanism étant le grand parapluie sous lequel le féminisme s'inscrit.

## Origines théoriques

### Alice Walker
L'autrice et poétesse Alice Walker a utilisé pour la première fois le terme « womanist » dans sa nouvelle Coming Apart, en 1979.

« "Womanist" encompasses "feminist" as it is defined in Webster's, but also means instinctively pro-woman. It is not in the dictionary at all. Nonethless, it has a strong root in Black women's culture. It comes (to me) from the word "womanish", a word our mothers used to describe, and attempt to inhibit, strong, outrageous or outspoken behavior when we were children: "You're acting womananish!" A labeling that failed, for the most part, to keep us from acting "womanish" whenever we could, that is to say, like our mothers themselves, and like other women we admired. An advantage of using "womanist" is that, because it is from my own culture, I needn't preface it with the word "Black" (an awkward necessity and a problem I have with the word "feminist"), since Blackness is implicit in the term; just as for white women there is apparently no felt need to preface "feminist" with the word "white", since the word "feminist" is accepted as coming out of white women's culture. »

Puis, Alice Walker utilise le terme en 1983 dans In Search of our Mothers' Gardens: Womanist Prose. Walker définit une womanist comme une « féministe noire ou racisée » à partir de l'expression populaire que des mères noires employaient pour réprimander leurs filles : « Tu agis de façon womanish », en moquant leur imitation d'un comportement adulte,. Les filles womanish démontrent une grande force de caractère et font preuve d'un comportement courageux et scandaleux qui est considéré comme n'étant pas acceptable par rapport aux normes sociétales en vigueur. Elle poursuit en disant qu'une womanist est aussi :

« Une femme qui aime d'autres femmes, sexuellement et/ou non sexuellement. Qui apprécie et aime la culture des femmes, l'émotion des femmes, et la force des femmes. Engagée pour la survie et intégrité de tous, hommes et femmes. Non séparatiste, sauf des fois pour sa santé. Aime la musique. Aime la dance. Aime la lune. Aime l'esprit. Aime lutter. Aime les gens. S'aime elle-même. De toutes façons. La womanist est à la féministe ce que la couleur pourpre est à la lavande »

Selon Walker, si le féminisme est intégré au womanism, il est aussi instinctivement pro-humain ; le womanism est une catégorie plus large qui inclut le féminisme comme sous-type. La théologie n'est pas axée sur l'inégalité des sexes, mais sur l'oppression fondée sur la race et la classe sociale. Elle considère le féminisme comme une théorie/mouvement pour la survie de la race noire ; une théorie qui prend en considération les expériences des femmes noires, la culture noire, les mythes noirs, la vie spirituelle et l'oralité. La phrase très citée de Walker, « le womanism est au féminisme ce que le pourpre est à la lavande », suggère que le féminisme est une composante sous le parapluie idéologique beaucoup plus large du féminisme.
Selon la définition de Walker, les womanist sont également des universalistes. Cette philosophie est également invoquée par sa métaphore d'un jardin où toutes les fleurs s'épanouissent de la même façon. Une womanist est engagée dans la survie des hommes et des femmes et souhaite un monde où les hommes et les femmes peuvent coexister, tout en conservant leur spécificité culturelle. Cette inclusion des hommes donne aux femmes noires la possibilité de lutter contre l'oppression des femmes sans s'attaquer directement aux hommes.
Une troisième définition fournie par Walker se rapporte à la sexualité des femmes représentées dans sa critique de Gifts of Power : The Writings of Rebecca Jackson. Ici, elle soutient que le meilleur terme pour décrire Rebecca Jackson, une Shaker noire qui quitte son mari et va vivre avec son compagnon Shaker blanc, serait une womanist, car c'est un mot qui affirme le lien avec le monde, indépendamment de la sexualité de la personne. Les interprétations apparemment contrastées du womanism données par Walker valident les expériences des femmes afro-américaines, tout en promouvant une perspective visionnaire pour le monde basée sur ces expériences.
La nouvelle Everyday Use d'Alice Walker illustre la voix d'une femme noire de la classe moyenne rurale à travers la relation qu'une femme noire partage avec ses deux filles Dee et Maggie. Dee est gâtée et pense que son éducation et ses expériences la rendent meilleure que sa mère et sa sœur. D'autre part, Maggie envie sa sœur pour la beauté et l'arrogance qui lui permettent de toujours obtenir ce qu'elle veut.

Historiquement, il est très fréquent que les femmes noires se fassent raconter leurs histoires par des caucasiens. Walker tente de rompre cette tradition en faisant raconter par une femme noire de la classe moyenne rurale l'histoire de ses relations avec ses deux filles. Une partie importante de l'histoire se produit lorsque la mère dans Everyday Use déclare : 

« Vous avez sans doute vu ces émissions de télévision où l'enfant qui a "réussi" est confronté, par surprise, à sa propre mère et à son propre père, qui entrent faiblement dans les coulisses... Parfois, je fais un rêve dans lequel Dee et moi sommes soudainement réunies dans une émission de ce genre... »

Ici, la mère se souvient d'une expérience familiale dont elle a été témoin à la télévision et qu'elle aimerait pouvoir vivre elle-même. Une scène réconfortante comme celle dont la mère a été témoin à la télévision ne se produit pas lorsque sa fille Dee vient lui rendre visite. Au contraire, lorsque Dee vient rendre visite à la mère, une rencontre brutale, maladroite et pleine de tension se déroule lentement. Walker utilise cette histoire et son contexte pour illustrer le fait qu'une majorité du womanism se caractérise par des femmes noires qui racontent leur histoire.
Une grande partie de la progéniture d'Alice Walker admet que si elle est la créatrice du terme, Walker ne parvient pas à le définir de manière cohérente et se contredit souvent elle-même. À certains moments, elle présente le womanism comme une révision plus inclusive du féminisme noir, car il ne se limite pas aux femmes noires et se concentre sur les femmes dans leur ensemble. Plus tard dans sa vie, elle commence à regretter cette forme de féminisme pacifique et inclusif en raison des préjugés constants et persistants infligés aux femmes noires, en particulier, dont la voix n'a pas encore été validée par les femmes blanches et les hommes noirs.

### Clenora Hudson-Weems
On attribue à Clenora Hudson-Weems (en) le mérite d'avoir inventé le terme d'Africana womanism. En 1995, la publication de son livre, Africana Womanism: Reclaiming Ourselves a provoqué une onde de choc au sein de la communauté du nationalisme noir et l'a établie comme une penseuse indépendante. Hudson-Weems rejette le féminisme en tant que théologie des femmes de la diaspora africaine, car il est philosophiquement ancré dans des idéaux eurocentristes. Hudson-Weems identifie d'autres différences entre le womanism et l'être femme; le womanism est orienté vers la famille et se concentre sur la race, la classe et le genre, tandis que le féminisme est orienté vers les femmes et se concentre strictement sur le genre.
Elle affirme en outre qu'il est impossible d'intégrer les perspectives culturelles des femmes africaines dans l'idéal du féminisme en raison de l'histoire de la mise en esclavage et du racisme aux États-Unis d'Amérique. En outre, Weems rejette la caractérisation du féminisme qui considère l'homme comme l'ennemi. Elle affirme que cela n'a rien à voir avec les femmes d'Africana car elles ne voient pas les hommes d'Africana comme des ennemis. Au contraire, l'ennemi est la force oppressive qui subjugue les hommes, les femmes et les enfants d'Africana. Elle affirme que le binaire masculin-féminin du féminisme provient de l'absence de difficultés supplémentaires imposées aux femmes par leur situation (c'est-à-dire leur race et leur situation socio-économique), car le féminisme a été fondé pour attirer les femmes blanches de la classe supérieure.
Clenora Hudson-Weems éloigne également la femme Africana du féminisme noir en délimitant ce dernier comme distinctement afro-américain, lui-même distinctement occidental. Elle critique également le féminisme noir comme un sous-ensemble du féminisme qui a besoin de la validation des féministes blanches pour que leur voix soit entendue. Elle affirme que le féminisme n'acceptera jamais vraiment les féministes noires, mais les reléguera plutôt aux marges du mouvement féministe.
Hudson-Weems affirme finalement que les matriarches du mouvement féministe noir ne seront jamais mises dans la même conversation que les matriarches du mouvement féministe. Une grande partie de son travail reflète le discours nationaliste noir séparatiste, en raison de l'accent mis sur le collectif plutôt que sur l'individu, qui est au premier plan de son idéologie. Hudson-Weems réfute le féminisme Africana en tant que complément au féminisme et affirme que son idéologie diffère du féminisme noir, du féminisme de Walker et du féminisme africain.

### Chikwenye Okonjo Ogunyemi
Chikwenye Okonjo Ogunyemi est une critique littéraire nigériane. En 1985, elle a publié l'article womanism : The Dynamics of the Contemporary Black Female Novel in English, et décrit son interprétation du féminisme. Elle affirme que la vision féministe consiste à répondre à la question ultime de savoir comment partager équitablement le pouvoir entre les races et entre les sexes,. Elle est parvenue à son interprétation du terme indépendamment de la définition d'Alice Walker, mais il y a plusieurs chevauchements entre les deux idéologies. En accord avec la définition d'Alice Walker, qui se concentre sur la noirceur et la féminité, Chikwenye Okonjo Ogunyemi écrit : « Le féminisme noir est une philosophie qui célèbre les racines noires, les idéaux de la vie noire, tout en donnant une présentation équilibrée de la femme noire ». 
Plutôt que de citer l'inégalité des sexes comme source de l'oppression des Noirs, Chikwenye Okonjo Ogunyemi adopte une position séparatiste à l'instar de Hudson-Weems, et rejette la possibilité de réconciliation des féministes blanches et noires en invoquant le caractère insoluble du racisme. Elle utilise quelques exemples de la façon dont les féministes écrivent sur la négritude et la négritude africaine pour mettre en évidence la nécessité d'une conception africaine du féminisme. Ces critiques comprennent l'utilisation de la négritude comme outil pour faire avancer les idéaux féministes sans faire également avancer les idéaux liés à la négritude, la pensée que le féminisme occidental est un outil qui fonctionnerait dans les nations africaines sans reconnaître les normes et les différences culturelles, et la cooptation de choses que les femmes africaines ont faites pendant des siècles avant la notion occidentale du féminisme dans le féminisme occidental.
Il est également important de noter que Chikwenye Okonjo Ogunyemi trouve sa conception de la relation du féminisme avec les hommes au carrefour des conceptions de Walker et d'Hudson Weems. Walker exprime une opportunité communautaire pour les hommes tout en refusant de voir l'homme Africana comme un ennemi, ignorant le mal que les hommes Africana ont transmis à la communauté.

## Idéologies
Le womanism a des définitions et des interprétations diverses. Dans sa définition la plus large, c'est une idéologie universaliste pour toutes les femmes, quelle que soit leur couleur de peau. Une womanism est, selon l'histoire de Walker de 1979 intitulée Coming Apart, une femme hétérosexuelle afro-américaine prête à utiliser la sagesse des lesbiennes afro-américaines sur la façon d'améliorer les relations sexuelles et d'éviter d'être sexuellement objectivée. Dans le contexte de l'utilisation destructrice de la pornographie par les hommes et de leur exploitation des femmes noires comme objets pornographiques, une womanist est également engagée dans « la survie et l'intégralité d'un peuple entier, masculin et féminin » en confrontant les forces oppressives.
La phrase très citée de Walker, « le womanism est au féminisme ce que le violet est à la lavande », suggère que Walker considère le féminisme comme une composante du parapluie idéologique plus large du womanism. Elle se concentre sur les expériences, les luttes, les besoins et les désirs uniques non seulement des femmes noires, mais aussi de toutes les femmes racisées, en plus d'aborder de manière critique la dynamique du conflit entre le féminisme dominant, le féminisme noir, le féminisme africain et le mouvement féministe Africana. Cependant, le discours nationaliste noir est très répandu dans le travail féministe et c'est pourquoi les chercheurs sont divisés entre l'association du womanism avec d'autres idéologies similaires telles que le féminisme noir et le Africana womanism ou la position selon laquelle les trois sont intrinsèquement incompatibles.

### Féminisme noir
Le mouvement féministe noir s'est formé en réponse aux besoins des femmes qui étaient racialement sous-représentées par le Mouvement des femmes et sexuellement opprimées par le Mouvement de libération des Noirs. Les universitaires féministes noires affirment que les femmes afro-américaines sont doublement désavantagées dans la sphère sociale, économique et politique, car elles sont victimes de discrimination fondée à la fois sur la race et le genre. Les femmes noires ont le sentiment que leurs besoins sont ignorés par les deux mouvements et elles luttent pour s'identifier à l'un ou à l'autre basé sur la race ou le genre. Les Afro-Américaines qui utilisent le terme féminisme noir y attachent diverses interprétations.
L'une de ces interprétations est que le féminisme noir répond aux besoins des femmes afro-américaines que le mouvement féministe ignore largement. Le féminisme, tel que le définit la théoricienne féministe noire Pearl Cleage, est « la croyance que les femmes sont des êtres humains à part entière, capables de participer et de diriger toute la gamme des activités humaines - intellectuelles, politiques, sociales, sexuelles, spirituelles et économiques ». Avec cette définition, on peut dire que le programme féministe englobe différentes questions allant des droits politiques aux possibilités d'éducation dans un contexte mondial. Le programme féministe noir cherche à rationaliser ces questions et se concentre sur celles qui sont les plus applicables aux femmes afro-américaines.

### Africana womanism
L'Africana womanism de Clenora Hudson-Weems (en) est né d'un concept nationaliste d'études africaines. Dans Africana Womanism: Reclaiming Ourselves, Hudson-Weems explore les limites de la théorie féministe et explique les idées et l'activisme de différentes femmes africaines qui ont contribué à la théorie féministe. Au fond, l'Africana womanism rejette le féminisme parce qu'il est mis en place de manière à promouvoir les problèmes des femmes blanches plutôt que ceux des femmes noires. Hudson-Weems soutient que le féminisme ne sera jamais acceptable pour les femmes noires en raison des implications de l'esclavage et des préjugés.
Weems affirme que le womanism est distinct des autres féminismes en ce sens qu'il a un programme différent, des priorités différentes et qu'il « se concentre sur les expériences, les luttes, les besoins et les désirs uniques des femmes d'Africana ». Elle affirme en outre que la relation entre un homme noir et une femme noire est sensiblement différente de la relation entre un homme blanc et une femme blanche, car la femme blanche combat l'homme blanc pour la soumettre, mais les femmes noires combattent toutes les forces oppressives qui les soumettent, elles, leurs enfants et l'homme noir,.
Elle affirme en outre que le racisme a forcé les hommes et les femmes afro-américains à assumer des rôles de genre non conventionnels. Dans ce contexte, le désir du féminisme dominant de démanteler les rôles traditionnels des genres devient inapplicable à l'expérience des Noirs. Contrairement au féminisme, bien qu'il soit étroitement lié, l’Africana womanism est une idéologie conçue spécifiquement pour les femmes d'origine africaine. Il est ancré dans la culture africaine et se concentre sur les luttes, les besoins et les désirs uniques des femmes africaines. Selon ce raisonnement, l'Africana womanism considère que l'oppression fondée sur la race et la classe sociale est beaucoup plus importante que l'oppression fondée sur le genre.

## Identitéwomanist
Dans son introduction à The Womanist Reader, Layli Maparyan (Phillips) soutient que malgré la caractérisation du womanism, sa principale préoccupation n'est pas la femme noire en soi, mais plutôt que la femme noire est le point d'origine du womanism. Les principes de base du womanism incluent un fort esprit d'activisme autoproclamé qui est particulièrement évident dans la littérature. Le womanism a été un mouvement tellement polarisant pour les femmes qu'il a réussi à sortir de la communauté noire et à s'étendre à d'autres communautés non blanches. Purple is to Lavender illustre ce fait par des expériences dont Dimpal Jain et Caroline Turner parlent. Selon la spécialiste Layli Maparyan, le womanism cherche à « rétablir l'équilibre entre l'humain et l'environnement/la nature et à réconcilier la vie humaine avec la dimension spirituelle ».
Certains universitaires considèrent le womanism comme une sous-catégorie du féminisme, tandis que d'autres soutiennent que c'est en fait l'inverse. Purple is to Lavender explore le concept selon lequel le womamisnme est au féminisme ce que le pourpre est à la lavande, que le féminisme tombe sous le parapluie du womanism. Dans Purple is to Lavender, Dimpal Jain et Caroline Turner parlent de leur expérience de femmes non blanches à la faculté, qui ont subi de nombreuses discriminations parce qu'elles étaient des minorités. Jain est sud-asiatique, tandis que Caroline s'identifie comme philippine.

Elles poursuivent en décrivant le concept de La politique du nom qui explique pourquoi ils préfèrent le womanism au féminisme. Jain déclare : 

« Je savais que le terme de féminisme était contesté et que je n'aimais pas la façon dont il entrait dans ma bouche. C'était inconfortable et irritant, presque comme une substance étrangère que j'étais forcée de consommer alors que les femmes blanches continuaient à sourire avec des regards réconfortants de familiarité et de fierté »

Ici, Turner fait savoir qu'elle a l'impression que le féminisme est quelque chose qui lui est imposé. Elle a l'impression de ne pas pouvoir s'identifier complètement au féminisme. Il est également important de noter la déclaration de Jain selon laquelle « le point essentiel de la politique de dénomination est que les noms servent d'identificateurs et ne sont pas neutres lorsqu'ils sont liés à des mouvements sociaux, des idées et des groupes de personnes. Le fait de nommer et d'étiqueter devient un acte politisé lorsqu'il sert à déterminer tout type d'appartenance à un groupe ».
Cette déclaration montre que si un individu s'identifie au féminisme, il peut le faire pour des raisons particulières. Cependant, ces raisons peuvent ne pas être évidentes pour le grand public en raison de la connotation que le mot féminisme apporte avec lui en termes de mouvements sociaux, d'idées et de groupes de personnes. Les individus veulent s'identifier à quelque chose qui exprime et soutient leurs croyances de manière holistique. Ils veulent quelque chose qu'ils peuvent embrasser pleinement sans aucune trace de regret. De même, Alice Walker déclare même « Je ne choisis pas le womanism parce qu'il est "meilleur" que le féminisme... Je le choisis parce que j'en préfère la sonorité, le toucher, la forme... parce que je partage la vieille habitude ethno-américaine d'offrir à la société un nouveau mot lorsque le vieux mot qu'elle utilise ne décrit plus le comportement et le changement que seul un nouveau mot peut l'aider à voir plus pleinement ».
Pour une majorité de femmes noires, le féminisme n'a pas réussi à les décrire de manière précise et holistique en tant qu'individus par rapport au monde qui les entoure. Elles ont l'impression qu'il faut quelque chose de nouveau, qui n'est pas déjà lié à un maître prédéterminé, pour saisir ce nouveau mouvement. Le womanism est une chose à laquelle Alice Walker peut s'identifier complètement sans avoir de doutes ; cela lui semble naturel. Ce n'est pas le cas du féminisme. Lorsque l'on fait la distinction entre féminisme et womanism, il est important de se rappeler que de nombreuses femmes trouvent le womanism plus facile à identifier. En outre, un élément clé du discours womanist est le rôle que la spiritualité et l'éthique jouent pour mettre fin à l'oppression réciproque de la race, du genre et de la classe qui circonscrit la vie des femmes afro-américaines.

## Critiques
Une des critiques majeures de l'école du womanism est l'échec des théoriciens et théoriciennes pour traiter de la thématique de l'homosexualité dans la communauté noire. Un des personnages de Alice Walker dans Coming Apart utilise des écrits de deux afro-américaines, Audre Lorde et Luisah Teish (en) pour appuyer l'argument selon lequel son mari devrait arrêter de consommer de la pornographie. Elle colle des citations d'Audre Lorde au-dessus de son évier de cuisine. In Search of Our Mothers' Gardens (en) affirme qu'une womanist est une femme qui en aime une autre, sexuellement ou non sexuellement, mais malgré ces références dans ces deux livres, il y a très peu de littérature liant womanism et problématique lesbienne ou bisexuelle. La théologienne womanist Renee Hill cite l'influence chrétienne comme source de l'hétérosexisme et l'homophobie dans le courant. 

Le womanism est dérivé de l'idée selon laquelle les hommes sont des hommes, les femmes sont blanches et n'ont que peu de considérations pour les femmes queers noires, en raison de la grande connexion du mouvement à l'église noire. L'écrivaine féministe noire Barbara Smith en impute la faute à la difficulté pour la communauté noire de considérer l'homosexualité. D'un autre côté, il y a une augmentation de la critique de l'hétérosexisme au sein de l'école womanist. La théologienne chrétienne Pamela R. Lightsey, dans son livre Our Lives Matter: A Womanist Queer Theology (2015) écrit 

« Pour de nombreuses personnes nous sommes toujours des pervers. Pour beaucoup, les pervers noirs sont le plus grands danger pour l'idéal américain. Parce que la bourgeoisie conservative noire a rejoint l'attaque menée sur nos personnes, les personnes LGBTIQ noires ne peuvent permettre le discours d'être contrôlé au point que notre existence au sein de la communauté noire soit niée ou invisibilisée. »

Une critique additionnelle a trait à l'ambivalence du womanism. Dans l'Africana womanism et le féminisme africain, le terme est associé avec un discours nationaliste noir et le mouvement séparatiste. Patricia Collins (en) considère que cela accentue la différence raciale en promouvant une identité l'homogène. Cela constitue un contraste flagrant avec le modèle universel du womanism prôné par Alice Walker. La controverse qui perdure et la dissidence parmi les différentes idéologies de womanism contribuent uniquement à éloigner l'attention de l'objectif de mettre fin à l’oppression liée à la race et au genre.